# دوودلبی
دوودلبی (به چکی: Doudleby) یک منطقهٔ مسکونی در جمهوری چک است که در شهرستان چسکه بودیوویتسه واقع شده‌است. دوودلبی ۵٫۸۵ کیلومتر مربع مساحت و ۳۸۴ نفر جمعیت دارد و ۴۲۵ متر بالاتر از سطح دریا واقع شده‌است.